# Viva la patria
Viva la Patria fue un programa de humor político emitido por América TV en el año 1999. El programa fue creado por Pedro Saborido y Omar Quiroga y contaba con diferentes sketches y personajes.